# Edmond Rostand
Edmond Eugène Alexis Rostand (Marsiglia, 1º aprile 1868 – Parigi, 2 dicembre 1918) è stato un poeta e drammaturgo francese.

## Biografia
Nacque in una famiglia agiata di Marsiglia. Suo padre, Eugène Rostand, era un intellettuale dedito a diversi interessi, dal giornalismo alla traduzione di testi latini, poeta e filantropo, nonché membro della Academie des Sciences morales et politiques. Suo zio, Alexis Rostand, era direttore di un importante istituto finanziario, ma anche musicista. Edmond Rostand fece i suoi studi nella sua città natale, a cui seguirono quelli di diritto a Parigi presso il Collège Stanislas dove strinse una durevole amicizia con il futuro critico letterario René Doumic. Sempre a Parigi si iscrisse all'ordine degli avvocati, senza tuttavia esercitare.
Nel 1888 scrisse un pezzo teatrale, Le gant rouge (Il guanto rosso), nel 1890 un volume di poesie, Les musardises (Gli ozi). Nel 1890 entrò ufficialmente nel mondo della cultura con un saggio pubblicato presso l'Académie de Marseille, dal titolo Essai sur le Roman sentimental et le Roman naturaliste.
L'8 aprile 1890 sposò la poetessa Rosemonde Gérard. Avranno due figli, Maurice nel 1891 e Jean nel 1894. Infine, egli l'abbandonò per il suo ultimo amore, Mary Marquet, nel 1915.

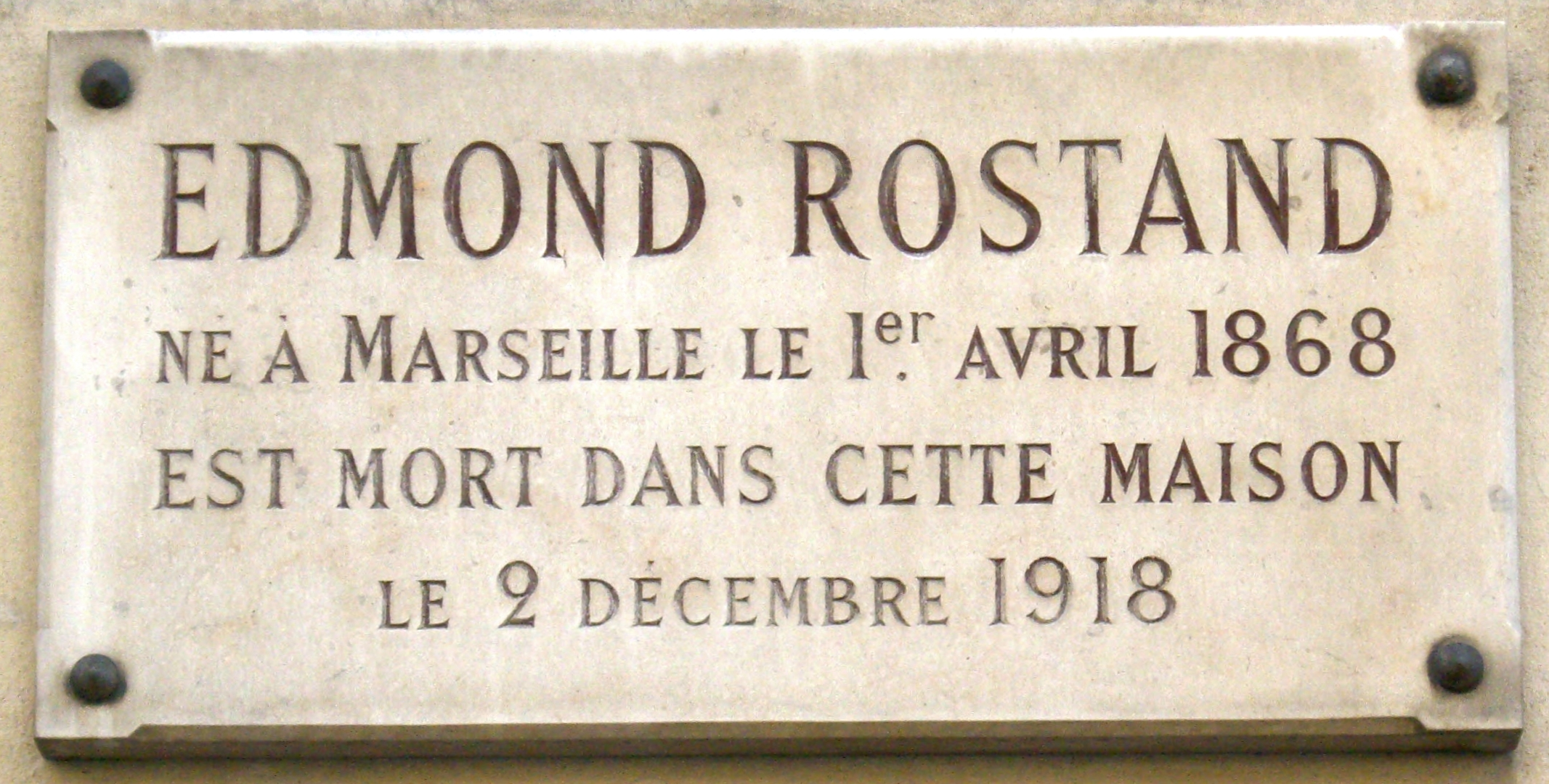
Targa commemorativa, 4 avenue de La Bourdonnais, Paris 7e

Morì a Parigi il 2 dicembre 1918, vittima dell'influenza spagnola.

## Carriera letteraria
Edmond Rostand ottenne il suo primo successo nel 1894 con Les romanesques, opera in versi rappresentata alla Comédie française il 21 maggio 1894. Seguì La Princesse lointaine (Théâtre de la Renaissance, 5 aprile 1895) che, pur giudicata manierata, riscosse un notevole successo grazie all'interpretazione di Sarah Bernhardt, attrice presente anche in La Samaritaine (13 aprile 1897).
Quando Coquelin Aîné chiese a Rostand di scrivergli un lavoro, nacque il Cyrano de Bergerac, la cui prima rappresentazione il 28 dicembre 1897 al Théâtre de la Porte Saint Martin procurerà una gloria immensa al suo autore. Qualche minuto prima della recita, Rostand temeva un fiasco e domandò scusa alla compagnia per averla trascinata in "questa avventura spaventosa". Ma all'intervallo, la sala applaudiva in piedi, e persino un ministro venne a cercarlo dietro le quinte, staccò la sua Legion d'Onore per appuntargliela, spiegando: «Permettez-moi de prendre un peu d'avance». Alla fine seguono venti minuti d'applausi del pubblico.
L'entusiasmo dei critici e del pubblico denunciava un vivace momento di reazione contro realismo, naturalismo e commedie «rosse». Con il Cyrano Rostand aveva saputo dare al romanticismo di Victor Hugo un pittoresco fondo storico, esaltando, attraverso i secoli, l'idea di un carattere nazionale francese, dando ai connazionali traumatizzati dalla perdita dell'Alsazia-Lorena un po' di sollievo. Nel 1900 il successo del suo dramma seguente, L'Aiglon confermerà la sua fama e gli aprirà le porte dell'Académie française. L'Aiglon è un'interpretazione lirica, in chiave amletica, del dramma del figlio di Napoleone.
Sarah Bernhardt, che aveva 56 anni, interpretò la parte del giovane, morto di tubercolosi a 21 anni. Per quasi 10 anni Rostand si occupò poi del suo lavoro più ambizioso e, per molti, migliore: Chantecler (1910), che venne interpretato da Lucien Guitry, essendo Coquelin morto durante le prove. Per bocca di animali vi sono affrontati in forma simbolica personaggi della vita sociale, problemi del destino umano. Lo spettacolo però si risolse in un fiasco. Solo dopo la sua morte venne pubblicato il dramma teatrale La Dernière Nuit de Don Juan, una delle ultime espressioni del mito del seduttore del teatro moderno.

## Opere

### Teatro
- Le Gant rouge (1888)
- Les Deux Pierrots (1890)
- Les Romanesques (1894)
- La Princesse lointaine (1895)
- La Maison des Amants (1895)
- La Samaritaine (1897)
- Cyrano de Bergerac (1897)
- L'Aiglon (1900)
- Le Bois sacré (1908)
- Chantecler (1910)
- La Dernière Nuit de Don Juan (postumo, 1921)

### Poesie
- Les Musardises (1890)
- Ode à la musique (1890)
- Pour la Grèce (1897)
- Un soir à Hernani (1902)
- Le Vol de la Marseillaise (postumo, 1919)
- Le Cantique de l'aile (postumo, 1922)

### Saggistica
- Deux romanciers de Provence, Honoré d'Urfé, Émile Zola, le roman sentimental et le roman naturaliste (1887)

## Riconoscimenti
- 1895 - Premio Toirac dell'Académie française per Les Romanesques